# Friuli Aquileia Sauvignon
Le Friuli Aquileia Sauvignon est un vin blanc italien de la région Frioul-Vénétie Julienne doté d'une appellation DOC depuis le 6 août 1988. Seuls ont droit à la DOC les vins blancs récoltés à l'intérieur de l'aire de production définie par le décret.

## Aire de production
Les vignobles autorisés se situent en province d'Udine dans les communes de Bagnaria Arsa, Cervignano del Friuli, Aquileia, Fiumicello, Villa Vicentina, Ruda, Campolongo Tapogliano, Aiello del Friuli, Visco et San Vito al Torre ainsi qu'en partie dans les communes de Santa Maria la Longa, Palmanova, Terzo d'Aquileia, Chiopris-Viscone, Trivignano Udinese et Gonars.
Le Friuli Aquileia Sauvignon répond à un cahier des charges moins exigeant que le Friuli Aquileia Sauvignon superiore.

## Caractéristiques organoleptiques
- couleur : jaune paille clair
- odeur: délicat, caractéristique
- saveur: sec, harmonique

Le Friuli Aquileia Sauvignon se déguste à une température de 8 à 10 °C et il se gardera 1 – 2 ans

## Production
Province, saison, volume en hectolitres :
- Udine (1990/91) 809,69
- Udine (1991/92) 1416,16
- Udine (1992/93) 1758,58
- Udine (1993/94) 1979,21
- Udine (1994/95) 3232,75
- Udine (1995/96) 2778,54
- Udine (1996/97) 3215,69